# 三宿
三宿（みしゅく）は、東京都世田谷区の町名。現行行政地名は三宿一丁目および三宿二丁目。住居表示実施済区域。

## 地理
三宿交差点の北西側にあり、三宿一丁目と三宿二丁目からなる。隣接地域として北に代沢、東に池尻、西・南側に太子堂がある。
町全体が、烏山川が削った谷の斜面に位置し、南側が三宿一丁目、北側が三宿二丁目、谷底部分が境となっている。この川は現在暗渠・緑道（遊歩道）化されており、三軒茶屋や池尻大橋方面に行くことができる。川沿いのいわゆる境目付近に三宿神社が存在する。三宿神社のある小高い丘は多聞山と呼ばれ、過去には三宿城（多聞小学校敷地が本丸と比定されている。現在の住所は池尻）、多聞寺が存在したが、明治維新後の明治政府による廃仏毀釈の影響で多聞寺は緊急に神社化され、前述の三宿神社となった。故に現在も神社脇に旧寺の墓地が存在する、珍しい状態となっている。近隣の池尻や太子堂などと比べると町域が狭く、故に氏子も少数ではあるが、地域の人たちの努力または新しく移住してきた人の参加により、三宿神社では毎年秋に例祭が開催されている。同神社の神輿は関東大震災と空襲の両難を切り抜けている、縁起のいい神輿として知られる。神社の後背地には、三宿の森公園がある。
三宿交差点（国道246号と東京都道420号鮫洲大山線の交点）付近は過去、トレンディスポットとして知られ、賑わった。三宿一丁目には高校野球などスポーツでも知られる世田谷学園中学校・高等学校がある。昭和40年代まで山元オブラートのオブラート工場があったが、現在工場跡地はマンションになっている。国道246号から少し入ったところに東映の社宅があったが、これも近年ビジネスビルに建て替えられた。
国道246号線に路面電車の東急玉川線が走っていた時代には、現在の三宿交差点から少し三軒茶屋寄りの地点に三宿停留所が置かれていた。現在、その痕跡はない。日本のプロ野球選手として著名であったヴィクトル・スタルヒンはこの三宿駅近くで、運転していた車が路面電車と衝突して死亡した。
陸上自衛隊三宿駐屯地はこの地から南の世田谷区池尻と目黒区東山に跨って設置されており、町域内にはかからない。

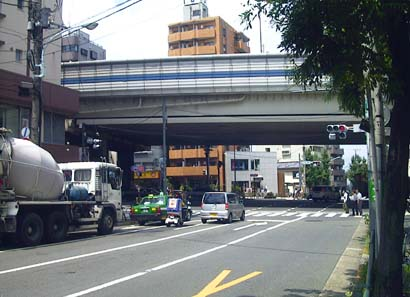
三宿交差点
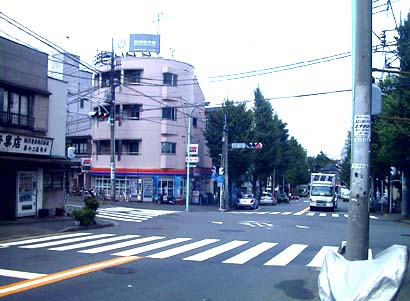
三宿・池尻交差点

### トレンドスポットとして
三宿交差点付近（三宿以外も含む）には、1990年代にパティスリー、フランス料理、バー、インテリアショップなど、いわゆる「トレンディ」な店が集まり、世に知られるようになった。ただし、あくまでエリアとしての「三宿（交差点付近）」として知られただけであり、向かい側の、町籍としては「池尻」に存在した店が多い。三宿交差点は最寄りの駅（東急田園都市線池尻大橋駅、三軒茶屋駅）から徒歩10分程と多少の距離がある。

### 地価
住宅地の地価は、2025年（令和7年）1月1日の公示地価によれば、三宿2-17-6の地点で83万6000円/m2となっている。

## 歴史

### 地名の由来
この近辺には、幕末の頃まで「蛇池」とも「龍池」とも呼ばれていた池があり（北沢川と烏山川の合流点付近から目黒川大橋付近までは沼沢地帯を形成していた。近辺には「池尻村」「池沢村」と池の名がつく村があったこと、現在も、国道246号（玉川通り）北側の池尻・三宿には地形的に池のような低地部があること、その低地部の北に「池ノ上」があることからも窺い知ることができる。）、水の宿る地ということで「水宿」とついたものから転じて「三宿」となったものといわれる。
なお、三宿には、「本宿」「北宿」「南宿」の3つの字があったことからできた地名という通説があるが、この字は明治8・9年に定められたものである。

### 沿革
- 1625年（寛永2年）、三宿村として史料が残る。
- 1889年（明治22年）、東京府荏原郡世田ヶ谷村大字三宿となる。
- 1923年（大正12年）、東京府荏原郡世田ヶ谷町大字三宿となる。
- 1932年（昭和7年）、東京府東京市世田谷区三宿町となる。
- 1943年（昭和18年）、東京都世田谷区三宿町となる。
- 1965年（昭和40年）、住居表示実施により三宿一丁目・三宿二丁目が新設。

### 町名の変遷
| 実施後     | 実施年月日    | 実施前（各町名ともその一部）               |
| ---------- | ------------- | ------------------------------------------ |
| 三宿一丁目 | 1965年9月15日 | 三宿町、池尻町、太子堂町の各一部           |
| 三宿二丁目 | 1965年9月15日 | 三宿町、池尻町、太子堂町、下代田町の各一部 |

## 世帯数と人口
2025年（令和7年）1月1日現在（世田谷区発表）の世帯数と人口は以下の通りである。
| 丁目       | 世帯数    | 人口    |
| ---------- | --------- | ------- |
| 三宿一丁目 | 2,705世帯 | 4,025人 |
| 三宿二丁目 | 2,621世帯 | 4,532人 |
| 計         | 5,326世帯 | 8,557人 |

### 人口の変遷
国勢調査による人口の推移。
| 年                 | 人口  |
| ------------------ | ----- |
| 1995年（平成7年）  | 7,588 |
| 2000年（平成12年） | 7,925 |
| 2005年（平成17年） | 7,769 |
| 2010年（平成22年） | 7,925 |
| 2015年（平成27年） | 8,293 |
| 2020年（令和2年）  | 8,766 |

### 世帯数の変遷
国勢調査による世帯数の推移。
| 年                 | 世帯数 |
| ------------------ | ------ |
| 1995年（平成7年）  | 3,650  |
| 2000年（平成12年） | 4,268  |
| 2005年（平成17年） | 4,393  |
| 2010年（平成22年） | 4,593  |
| 2015年（平成27年） | 4,872  |
| 2020年（令和2年）  | 5,240  |

## 学区
区立小・中学校に通う場合、学区は以下の通りとなる（2024年8月時点）。
| 丁目       | 番地 | 小学校               | 中学校                 |
| ---------- | ---- | -------------------- | ---------------------- |
| 三宿一丁目 | 全域 | 世田谷区立三宿小学校 | 世田谷区立三宿中学校   |
| 三宿二丁目 | 全域 | 世田谷区立多聞小学校 | 世田谷区立太子堂中学校 |

## 交通

### 鉄道
東急田園都市線が国道246号線の地下を通っているが、当地域内に駅は設置されていない。最寄り駅は東側の池尻大橋駅となる。なお前述の通り東急玉川線が通っていた時代には三宿停留所が設置されていた。

### 道路
- 首都高速3号渋谷線（当地域内に出入口はない。最寄りは池尻ICまたは三軒茶屋ICとなる。）
- 国道246号
- 東京都道420号鮫洲大山線

### 路線バス
東急バスと小田急バスにより、国道246号を通って渋谷駅へ発着する路線が運行されている。

## 事業所
2021年（令和3年）現在の経済センサス調査による事業所数と従業員数は以下の通りである。
| 丁目       | 事業所数  | 従業員数 |
| ---------- | --------- | -------- |
| 三宿一丁目 | 118事業所 | 1,181人  |
| 三宿二丁目 | 77事業所  | 842人    |
| 計         | 195事業所 | 2,023人  |

### 事業者数の変遷
経済センサスによる事業所数の推移。
| 年                 | 事業者数 |
| ------------------ | -------- |
| 2016年（平成28年） | 216      |
| 2021年（令和3年）  | 195      |

### 従業員数の変遷
経済センサスによる従業員数の推移。
| 年                 | 従業員数 |
| ------------------ | -------- |
| 2016年（平成28年） | 2,385    |
| 2021年（令和3年）  | 2,023    |

## 施設
- 世田谷学園中学校・高等学校
- 世田谷区立多聞小学校
- 世田谷区立三宿小学校
- 三宿の森緑地
- 三宿神社
- 東急バス淡島営業所

## その他

### 日本郵便
- 郵便番号 : 154-0005[2]（集配局 : 世田谷郵便局[14]）。